# 1720

## أحداث
- تأسيس مدينة بافلودار وتقع حاليا في كازاخستان.
- تأسيس مدينة أوسكمان وتقع حاليا في كازاخستان.
- 21 يناير - وقعت السويد وروسيا معاهدة ستوكهولم (الحرب الشمالية الكبرى).
- 17 فبراير - تم توقيع معاهدة لاهاي بين إسبانيا وبريطانيا وفرنسا والنمسا والجمهورية الهولندية، منهيةً بذلك حرب التحالف الرباعي.
- 24 فبراير - معركة ناسو: القوات الإسبانية تهاجم مستوطنة ناسو البريطانية، جزر البهاما خلال حرب التحالف الرباعي.
- 11 مارس (29 فبراير النمط القديم) - استقالت الملكة أولريكا إليونورا من السويد ، لترك زوجها فريدريك الأول يتولى منصب ملك السويد.  كانت ترغب في وجود قاعدة مشتركة، بطريقة مماثلة لوليام الثالث وماري الثاني في بريطانيا، ولكن عندما رفضت ريكسداغ السويدية العقارات، تنازلت لصالح زوجها بدلاً من ذلك.

## مواليد
- جوفاني باتيستا بيرانيزي
- كونراد إيكهوف
- وليام كافينديش
- 13 مارس - شارل بونيه، عالم بيولوجيا وفيلسوف سويسري.
- كارلو غوتسي، كاتب مسرحي إيطالي.

## وفيات
- سالم الشبزي
- محمد مراد البخاري